# Faites-moi confiance
Ne doit pas être confondu avec Faites-moi confiance (roman).
Pour plus de détails, voir Fiche technique et Distribution.
Faites-moi confiance est un film français réalisé par Gilles Grangier, tourné en 1953 et sorti en salles en 1954.

## Synopsis
Illusionniste sans succès, Max veut épouser Hélène la fille de Mr Bombardon patron de music-hall, qui l'emploie. Pour être digne d'elle, il va voir son ami Merlin l'enchanteur qui lui donne une « horloge magique ». Grâce à elle, Max acquiert de l'assurance et réussit ce qu'il entreprend.

## Fiche technique
- Réalisation : Gilles Grangier, assisté de Roger Maxime, Maud Linder
- Scénario : Francis Blanche
- Adaptation : Francis Blanche, Gilles Grangier
- Dialogues : Francis Blanche
- Décors : Jacques Colombier, assisté de Pierre Duquesne et Jacques Brizzio
- Costumes : dessinés par Michèle Angot et exécutés par Gladys de Ségonzac
- Photographie : Marc Fossard
- Opérateur : Roger Duculot, assisté de R. Schneider et Claude Terry
- Musique : Gérard Calvi - (édition : Paul Beuscher)
- Chanson : Francis Blanche
- Montage : Hélène Baste, assistée de Josée Allain
- Son : Émile Lagarde, assisté de J. Thibaut et J. Bonpunt
- Maquillage : Jean-Jacques Chanteau
- Coiffures : Jacky Chanteau
- Photographe de plateau : Robert Joffres
- Script-girl : Odette Lemarchand
- Régisseur général : Paul Laffargue
- Régisseur ensemblier : Jean Chaplain
- Tournage du 12 novembre au 31 décembre 1953, dans les studios de Boulogne
- Enregistrement magnétique : S.I.M.O, auditorium de Boulogne
- Laboratoire : L.T.C de Saint-Cloud
- Trucage : L.A.X
- Production : Olympic Productions Cinématographiques (France)
- Chef de production : Marcel Leze
- Directeur de production : François Carron
- Distribution : C.E.F (Compagnie Européenne de Films)
- Pays :  France
- Format : Noir et blanc - 1,37:1 - 35 mm - Son mono
- Durée : 85 minutes
- Genre : Comédie
- Date de sortie : 
  - France - 17 mai 1954
- Affiche : Jacques Bonneaud (France)

## Distribution
- Zappy Max : Happy Max, l'illusionniste sans succès
- André Gabriello : Mr Bombardon, le patron du music-hall
- Francis Blanche : Nicolas
- Jacqueline Noëlle : Gilda
- Charles Lemontier : L'huissier
- Jeanne Fusier-Gir : Mme Créture
- Louis de Funès : Tumlatum
- Colette Ripert : Hélène Bombardon, la fille du patron
- Jean-Marc Tennberg : Maklouf
- Pierre Larquey : Merlin l'enchanteur
- Jérôme Goulven : Charlie
- Robert Rollis : Cliquet
- François Joux : Kodifu
- Jean-Pierre Vaguer : Klakmouf
- Louis Blanche : Le baron
- Jean Hebey : Kapok
- Serge Berri ou Jacques Marin : Bob
- René Marc : Grégory
- Franck Estange : Le complice
- Grégoire Gromoff : Un mammeluck
- Gaston Woignez : Un mammeluck
- Charles Bayard : Un mammeluck
- Paul Bordes : Un policier
- Alain Bouvette : Un policier
- Jacky Gencel : Le gamin
- Léon Berton : Un joaillier
- Jacques Ferréol : Un joaillier
- Pierre Merle : Un joaillier
- Jacques Desta : Un serviteur
- Judith Magre